# Альвини, Массимилиано
Массимилиано Альвини (итал. Massimiliano Alvini; род. 20 апреля 1970, Фучеккьо, Тоскана) — итальянский футболист и тренер.

## Клубная карьера
Массимилиано Альвини играл на позиции защитника. Он провёл всю свою короткую карьеру в любительских лигах родной Тосканы, сначала в «Финезе Овест», а затем в «Синье», прежде чем завершить карьеру в 2000 году из-за травмы.

## Тренерская карьера
После завершения карьеры Альвини остался в «Синье» в качестве директора по футболу, затем в качестве тренера молодёжи и, наконец, в качестве главного тренера. Под его руководством «Синья» повысилась в Эччеленцу, а затем тренер ушёл в «Куаррату», обеспечив ей место в плей-офф Серии D и, во второй раз в 2006 году, повышение в классе в Эччеленцу после выбывания клуба годом ранее.
В 2009 году Альвини был назначен новым главным тренером любительского клуба «Туттокуоио»; за семь лет руководства небольшим тосканским клубом Альвини выиграл четыре повышения в классе (от шестого дивизиона чемпионата Италии до Профессиональной лиги), а также региональный и общенациональный любительский Кубок Италии в 2009 и в 2010 году, что привело к сравнениям между ним и его личным другом Маурицио Сарри, который также начинал свою карьеру с региональных любительских лиг Тосканы.
В 2015 году он покинул «Туттокуоио» и принял предложение от клуба Профессиональной лиги «Пистойезе», однако 12 апреля 2016 года был уволен из-за неудовлетворительных результатов.
11 августа 2016 года Альвини был назначен главным тренером ещё одного клуба Профессиональной лиги — «Альбинолеффе». После впечатляющих результатов в первые два сезона и продления контракта в марте 2017 года, он был уволен в ноябре 2018 года из-за неудачного старта сезона 2018/19 в Серии С.
18 июня 2019 года Альвини подписал однолетний контракт с «Реджаной» (тогда ещё официально называвшейся «Реджио Аудаче») в качестве нового главного тренера после возвращения клуба в Серию C. В первый же сезон в дивизионе ему удалось вывести клуб в плей-офф и в итоге завоевать повышение в Серию В, обыграв в финале «Бари». За свои достижения на посту тренера «Реджаны» Массимилиано Альвини был удостоен премии «Золотая скамья» как лучший тренер сезона в Серии С.
Альвини остался в должности главного тренера «Реджаны» на сезон 2020/21, для клуба выход в Серию B стал первым за 21 год; он добровольно покинул команду в конце сезона после того, как его «Реджана» вылетела обратно в Серию C, несмотря на публичное предложение остаться во главе команды.
16 июня 2021 года недавно перешедшая в Серию B «Перуджа» объявила Альвини своим новым главным тренером на два года после ухода предыдущего специалиста Фабио Казерты. Под его руководством «Перуджа» завершила сезон на восьмом месте, получив право на участие в плей-офф, где в предварительном раунде его клуб был выбит «Брешией». 8 июня 2022 года «Перуджа» объявила о расторжении контракта с Массимилиано Альвини по обоюдному согласию.
9 июня 2022 года, через день после своего ухода из «Перуджи», Массимилиано Альвини был объявлен новым главным тренером недавно перешедшего в Серию А «Кремонезе», с которым ему предстоял дебют в высшем дивизионе чемпионата Италии. 14 января 2023 года, после семи ничьих и 11 поражений в 18 матчах, Альвини был освобожден от должности после домашнего поражения от «Монцы»; он оставил команду на последнем место в чемпионате с семью очками.